# Analiza modalna
Analiza modalna – technika badania własności dynamicznych obiektów mechanicznych. Poprzez własności dynamiczne rozumie się częstości drgań własnych, postacie drgań oraz wartości współczynników tłumienia.

## Metody analizy modalnej
Badając istniejący obiekt można przeprowadzić analizę korzystając z dwóch metod:
- metody eksperymentalnej – poprzez sztuczne wprowadzenie do układu wymuszenia (przykładowo zewnętrznej siły)
- metody eksploatacyjnej – gdzie dynamika obiektu wynika z wymuszeń związanych z eksploatacją

W powyższych przypadkach konieczne jest mierzenie odpowiedzi układu w punktach na rzeczywistym obiekcie. Jeżeli takowy nie istnieje możliwe jest zastosowanie metody teoretycznej (rozwiązanie zagadnienia własnego), co wiąże się ze zbudowaniem teoretycznego modelu analizowanego układu.

## Zastosowanie analizy modalnej
Analiza modalna jest często stosowana w diagnostyce maszyn. Pozwala ona określić poprawność pracy urządzeń, zmniejszyć ryzyko nagłej awarii oraz zredukować poziom wytwarzanego hałasu. Ponadto umożliwia porównanie częstości wymuszeń w układzie z częstościami drgań własnych. Pokrywanie się tych wartości prowadzi do zjawiska rezonansu, co wiąże się z gwałtownym narastaniem amplitudy przemieszczeń punktów układu.
Przykłady badanych obiektów:
- silniki
- generatory elektryczne
- urządzenia wyposażone w elementy wirujące z dużymi prędkościami(śmigła, wentylatory, turbiny)
- przekładnie mechaniczne
- mosty
- fundamenty